# 赵修鸿
赵修鸿（1896年10月10日—1969年9月21日），字伯逵，上海人，物理学家，在光学、光谱学方面颇有造诣。
赵修鸿1918年毕业于上海圣约翰大学，后两度赴美国留学，1925年获芝加哥大学硕士学位，1933年获博士学位。回国后任教于圣约翰大学，历任物理系主任、文理学院院长兼教务长、代理校长。1951加入中国物理学会。1952年院系调整后，任上海交通大学物理学教授。1969年逝世。